# Lewy przedsionek serca
Lewy przedsionek serca (łac. atrium cordis sinistrum) – jeden z dwóch przedsionków serca.

## Topografia
Lewy przedsionek położony jest w tylnej części serca, a po lewej stronie u góry, biorąc pod uwagę opisowe położenie serca. Od przedsionka prawego oddziela go przegroda międzyprzedsionkowa (łac. septum interatriale), od leżącej pod nim lewej komory natomiast pierścień włóknisty (łac. annulus fibrosus). Uchodzą do niego cztery żyły płucne, których krew przekazuje on komorze lewej. Pomiędzy lewym przedsionkiem a komorą lewą znajduje się zastawka dwudzielna zwana także przedsionkowo-komorową lewą (łac. valva bicuspidalis s. atrioventricularis sinistra s. mitralis).

## Anatomia
Lewy przedsionek serca ma 6 ścian
| Ściana       | zlokalizowane struktury anatomiczne |
| ------------ | ----------------------------------- |
| górna        | ujście 4 żył płucnych               |
| przyśrodkowa | ślad zastawki otworu owalnego       |
| tylna        |                                     |
| boczna       | otworki żył najmniejszych serca     |
| przednia     | uszko lewe                          |
| dolna        | lewe ujście przedsionkowo-komorowe  |

## Fizjologia
Krew po wyrzuceniu podczas skurczu z prawej komory przepływa pniem płucnym poprzez żyły płucne powraca do serca do jego lewego przedsionka. Z lewego przedsionka krew jest wyrzucana do lewej komory. Zadaniem przedsionków jest zapewnienie nieprzerwanego dopływu krwi żylnej do serca.
W życiu płodowym krew przepływa z prawego do lewego przedsionka serca poprzez otwór owalny. Po urodzeniu zastawka otworu owalnego zamyka ten otwór w wyniku wzrostu ciśnienia w lewym przedsionku po wypełnieniu się krążenia płucnego. 

## Histologia
Ściana przedsionka składa się z trzech warstw: 
- wsierdzie (endocardium) – zbudowane ze śródbłonka i tkanki łącznej
- śródsierdzie (myocardium) – zbudowane z komórek mięśniowych
- nasierdzie (epicardium) – błona surowicza i podsurowicza pokrywająca powierzchnię zewnętrzną zawiera białą tkankę tłuszczową, naczynia krwionośne i nerwy serca.

## Rozwój płodowy
W 3 tygodniu cewa sercowa dzieli się na parzysty przedsionek z zatoką żylną jako częścią dopływową. W 4-5 tygodniu połączenie między przedsionkiem i komorą zwęża się tworząc pojedynczy kanał przedsionkowo-komorowy. Podział przedsionka rozpoczyna się w 5-7 tygodniu od rozwoju przegrody pierwszej (pierwotnej), która wyrasta od górno-grzbietowej ściany ograniczając otwór pierwszy (pierwotny). W górnym odcinku w wyniku apoptozy powstaje otwór drugi (wtórny). Po prawej stronie przegrody pierwszej rozwija się przegroda druga (wtórna). Przegroda pierwsza (pierwotna) tworzy zastawkę otworu owalnego. 

## Odmiany
- do lewego przedsionka serca może uchodzić więcej niż 4 żyły płucne